# Урсатій Георгій Антонович
Урсатій Георгій Антонович (26 липня 1935, Каніж — 23 липня 2016, Київ) — український архітектор, лауреат Державної премії імені Т. Г. Шевченка (1979).

## Біографія
Народився 26 липня 1935 року в с. Каніж Новомиргородського району Кіровоградської області. У 1964 році закінчив Київський інженерно-будівельний інститут.
Помер 23 липня 2016 року в м. Київ.

## Твори
Споруди у Черкасах:
- комплекс ландшафтного парку (1967),
- фінансовий технікум (1971),
- бібліотека (1973).

Автор статті «Вода в ландшафтном парке» (В кн. «Опыт строительства, реконструкции и восстановления ландшафтных парков Украины». К., 1976).

## Нагороди
- Державна премія імені Т. Г. Шевченка 1979 року разом з В. Г. Гнєздиловим (архітектор і скульптор) та Є. Д. Смирновою (інженер) за комплекс ландшафтного парку в м. Черкаси.